# Gimme More
"Gimme More" är en låt av Britney Spears, utgiven som singel den 5 september 2007. Låten finns med på albumet Blackout, som släpptes i oktober 2007.
"Gimme More" läckte ut på internet den 30 augusti 2007. "Gimme More" släpptes den 6 oktober i Australien och den 25 oktober i hela EU. USA-släppningsdatumet ligger mellan den 8 och 25 oktober 2007. 
Den 19 juli och 7 augusti spelades musikvideon till Gimme More in i en lagerlokal i Los Angeles. Videon hade premiär på iTunes 2 oktober och den 8 oktober på MTV:s TRL. 
Låten är skriven av Nate "Danja" Hills, Keri Hilson, James Washington och Marcella Araica och producerad av Nate "Danja" Hills.
Spears uppträdde för första gången med låten på MTV music video awards 2007.

## Listframgångar
| Sverige Top 60 |    |    |    |
| Vecka          | 01 | 02 | 03 |
| Position       | 2  | 5  | 9  |